# 앙투안 샤페

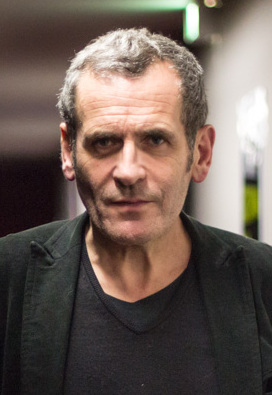

앙투안 샤페(프랑스어: Antoine Chappey, 1960년 6월 29일 ~ )는 프랑스의 배우이다.

## 영화
- 더 포레스트 오브 퀸컨스 (2016년)
- 더 그레이트 게임 (2015년)
- 나의 딸, 나의 누나 (2015년) - 샤를 역
- 라 파사저 (2013년)
- 센스 오브 유머 (2013년)
- 포션 필름 (2013년)
- 바캉스  (2012년)
- 폴린느 디텍티브 (2012년)
- 샌즈 트레인 (2012년)
- 사랑은 마법처럼 (2012년)
- 노바디 엘스 - 마릴린의 편지 (2011년)
- E-러브 (2011년)
- 마크 오브 엔젤 (2008년)
- 미녀들의 전쟁 (2008년)
- 그들 각자의 영화관 (2007년)
- 행복의 집 (2006년)
- 배드 페이스 (2006년)
- 영광의 날들 (2006년)
- 신참 경찰 (2005년)
- 파이스 데 비옥스 레베스 (2005년)
- 넬리 (2004년)
- 5x2 (2004년)
- 나는 집으로 간다 (2001년)
- 따뜻한 인정 (2000년)
- 마띠유 (2000년)
- 홈타운 블루 (1999년)
- 편지 (1999년)
- La Tentation de l'innocence (1998년)
- 크리스마스 (1998년)
- 그냥 웃자고 (1997년)
- 공화당 만세 (1997년)
- 각자의 고양이를 찾아서 (1996년)
- 가족 분위기 (1996년)
- Quelqu'un (1994년)